# New Alphabet
New Alphabet est une police de caractères créée en 1967 par Wim Crouwel.

## Histoire
New Alphabet est un projet expérimental et personnel de Wim Crouwel. La police de caractères est créée pour convenir aux limitations de la technologie des tubes cathodiques utilisés par les premiers écrans et les équipements de photocomposition qui ne pouvaient afficher que des traits verticaux et horizontaux. Le niveau de détails proposé n'était pas suffisant pour afficher fidèlement les polices conventionnelles. Crouwel voulait adapter son design pour fonctionner avec ces nouvelles technologies, au lieu d'adapter les technologies au design. Comme chaque caractère ne contient uniquement que des barres horizontales et verticales, certains glyphes sont inhabituels, alors que d'autres ne partagent aucune ressemblance visible d'aucune version de la lettre représentée (des exemples flagrants pour les lettres apparaissant fréquemment sont : la lettre a qui ressemble à un J, le K qui ressemble à un t, le chiffre 1 semblable à un 7, le 8 qui ressemble à un H et le x ressemblant à un I). C'est pour cela que la police de Crouwel est reçue avec des avis mitigés par ses paires.
La plupart des lettres sont construites sur une grille de 5x7 unités avec des angles à 45 degrés. Chaque glyphe est représenté par deux côtés du carré ou plus, avec des ascendeurs, descendeurs ou des points quand c'est nécessaire. Les glyphes avec trois barres horizontales (E, 3) sont représentés fidèlement, alors que ceux avec trois barres verticales (M, W) sont représentés respectivement avec un N et un V soulignés. Il n'y a pas de différence entre les majuscules et les minuscules.
La plupart des collègues de Crouwel pensait que le design de cette police était trop expérimentale et allait trop loin. La police a fait l'objet d'une couverture médiatique importante, ce qui a eu pour effet d'alimenter le débat sur la police de caractères en tant qu'œuvre d'art, contrairement à leur praticité pour une utilisation quotidienne. Crouwel est majoritairement d'accord avec les critiques et note que c'est plutôt un exercice théorique, déclarant en 2009 : « New Alphabet était exagéré et jamais pensé pour être réellement utilisé. Il était illisible ».
New Alphabet est une des vingt-trois polices de caractères digitales acquises par le Museum of Modern Art en janvier 2011 pour sa collection Architecture et Design. Cette collection de police sont parmi les premières acquises par le MoMA et ont été exposées dans une exposition en 2011-2012 appelé Standard Deviations: Types and Families in Contemporary Design ou Standard Deviations (en).

## Usage

Logo présent sur la première pochette de Substance.

En 1988, New Alphabet est utilisé sur la couverture de deux disques de Joy Division :
- la compilation Substance, sur lequel le titre est épelé avec des caractères correspondant à « subst1mce ». Brett Wickens, qui a travaillé sur la pochette en partenariat avec Saville Associates, affirme que c'est pour des raisons esthétiques[4]. Le réédition de l'album en 1991 présentait une pochette différente dans le même style : le mot « substance » n'est pas épelé  laissant la place à un « S » vert en New Alphabet.
- Le 45 tours Atmosphere/The Only Mistake (FAC 213-7) et la version CD, édités en 1988. Sur fond écru est écrit « JOY DIVISION » et « 1979 » dans la police romaine utilisée sur l'album Closer, et en dessous « atmosphere » en New Alphabet.

## Digital New Alphabet
New Alphabet a été numérisé en 1996 par Freda Sack et David Quay de The Foundry à Londres. Elle fait partie de Architype 3 Crouwel Collection, composée de trois pondérations. Le projet original n'était pas limité à celles-ci, mais comme un système paramétrique, donnant la possibilité de le façonner en changeant les paramètres dans la machine.
En 2015, Joshua Koomen a développé, s'appuyant sur les instructions originales, une version digitale de New Alphabet sous la forme d'une application sur le web. Elle permet à l'utilisateur de produire tous les paramètres possibles de New Alphabet.